# کنستانس کامینگز
کنستانس کامینگز (انگلیسی: Constance Cummings؛ ۱۵ مهٔ ۱۹۱۰ – ۲۳ نوامبر ۲۰۰۵ (۹۵ سال)) بازیگر اهل بریتانیا بود.
از فیلم‌های او می‌توان به دیشب را به‌خاطر داری؟، جنگ زن و مرد و دیوانه سینما اشاره نمود.